# Divernon
Divernon és una població dels Estats Units a l'estat d'Illinois. Segons el cens del 2000 tenia 1.201 habitants.

## Demografia
Segons el cens del 2000, Divernon tenia 1.201 habitants, 480 habitatges, i 340 famílies. La densitat de població era de 579,6 habitants/km².
Dels 480 habitatges en un 35,2% hi vivien nens de menys de 18 anys, en un 56,9% hi vivien parelles casades, en un 9,4% dones solteres, i en un 29% no eren unitats familiars. En el 24,6% dels habitatges hi vivien persones soles l'11% de les quals corresponia a persones de 65 anys o més que vivien soles. El nombre mitjà de persones vivint en cada habitatge era de 2,5 i el nombre mitjà de persones que vivien en cada família era de 2,98.
Per edats la població es repartia de la següent manera: un 26,6% tenia menys de 18 anys, un 8% entre 18 i 24, un 32,3% entre 25 i 44, un 20,3% de 45 a 60 i un 12,7% 65 anys o més.
L'edat mediana era de 36 anys. Per cada 100 dones de 18 o més anys hi havia 95,3 homes.
La renda mediana per habitatge era de 43.750 $ i la renda mediana per família de 49.706 $. Els homes tenien una renda mediana de 33.333 $ mentre que les dones 26.042 $. La renda per capita de la població era de 18.670 $. Aproximadament el 4,9% de les famílies i el 7,2% de la població estaven per davall del llindar de pobresa.

## Poblacions properes
El següent diagrama mostra les poblacions més properes.